# 29 juillet aux Jeux olympiques d'été de 2024
Navigation
28 juillet 30 juillet
Le lundi 29 juillet 2024 est le cinquième jour de compétitions des Jeux olympiques d'été de 2024 à Paris en France.

## Programme
| Heure UTC+02:00 (France)                      |               |
| bleu                                          | Cérémonie     |
| neutre                                        | Épreuve       |
| or                                            | Finale        |
| orange                                        | Petite finale |
| rose                                          | Reporté       |
| gris                                          | Annulé        |
| Compétition masculine                         | Hommes        |
| Compétition féminine                          | Femmes        |
| Compétition mixte (hommes et femmes mélangés) | Mixte         |
| Compétition en couple (1 homme et 1 femme)    | Couple        |
| modifier                                      |               |

| Horaire | Discipline Spécialité | Discipline Spécialité                                      | Discipline Spécialité                         | Phase                               | Résultats                                                                                | Références |
| ------- | --------------------- | ---------------------------------------------------------- | --------------------------------------------- | ----------------------------------- | ---------------------------------------------------------------------------------------- | ---------- |
| 8 h 30  |                       | Badminton Double                                           | Compétition mixte (hommes et femmes ensemble) | Tours préliminaires                 | -                                                                                        | -          |
| 9 h 0   |                       | Beach-volley Tournoi masculin                              | Compétition hommes                            | Tour préliminaire                   | -                                                                                        | -          |
| 9 h 0   |                       | Beach-volley Tournoi féminin                               | Compétition femmes                            | Tour préliminaire                   | -                                                                                        | -          |
| 9 h 0   |                       | Escrime Sabre individuel                                   | Compétition femmes                            | 32e de finale                       | -                                                                                        | -          |
| 9 h 0   |                       | Handball Tournoi masculin                                  | Compétition hommes                            | Tour préliminaire Groupe A          | Japon 26 - 37 Allemagne                                                                  |            |
| 9 h 0   |                       | Tir Fosse olympique                                        | Compétition hommes                            | Qualifications                      | -                                                                                        | -          |
| 9 h 0   |                       | Volley-ball Tournoi féminin                                | Compétition femmes                            | Tour préliminaire Groupe C          | Turquie 3 - 2 Pays-Bas                                                                   |            |
| 9 h 15  |                       | Tir Pistolet à 10 m                                        | Compétition mixte (hommes et femmes ensemble) | Qualifications                      | -                                                                                        | -          |
| 9 h 20  |                       | Badminton Double                                           | Compétition hommes                            | Tours préliminaires                 | -                                                                                        | -          |
| 9 h 30  |                       | Aviron Skiff                                               | Compétition hommes                            | 1/2 finale E/F                      | -                                                                                        | -          |
| 9 h 30  |                       | Tir Carabine à 10 m air comprimé                           | Compétition femmes                            | Finale                              | Ban Hyo-jin · Huang Yuting · Audrey Gogniat                                              |            |
| 9 h 30  |                       | Tir à l'arc Par équipes                                    | Compétition hommes                            | 8e de finale                        | -                                                                                        | -          |
| 9 h 54  |                       | Aviron Skiff                                               | Compétition femmes                            | 1/2 finale E/F                      | -                                                                                        | -          |
| 9 h 55  |                       | Escrime Fleuret individuel                                 | Compétition hommes                            | 32e de finale                       | -                                                                                        | -          |
| 10 h 0  |                       | Hockey sur gazon Tournoi masculin                          | Compétition hommes                            | Tour préliminaire Groupe B          | Irlande 1 - 2 Australie                                                                  |            |
| 10 h 0  |                       | Judo Moins de 57 kg                                        | Compétition femmes                            | 32e de finale                       | -                                                                                        | -          |
| 10 h 0  |                       | Judo Moins de 73 kg                                        | Compétition hommes                            | 32e de finale                       | -                                                                                        | -          |
| 10 h 0  |                       | Tennis de table Simple                                     | Compétition hommes                            | 32e de finale                       | -                                                                                        | -          |
| 10 h 0  |                       | Tennis de table Simple                                     | Compétition femmes                            | 32e de finale                       | -                                                                                        | -          |
| 10 h 10 |                       | Badminton Simple                                           | -                                             | Tours préliminaires                 | -                                                                                        | -          |
| 10 h 10 |                       | Badminton Double                                           | -                                             | Tours préliminaires                 | -                                                                                        | -          |
| 10 h 20 |                       | Aviron Deux sans barreur                                   | Compétition hommes                            | Repêchages                          | -                                                                                        | -          |
| 10 h 25 |                       | Escrime Sabre individuel                                   | Compétition femmes                            | 16e de finale                       | -                                                                                        | -          |
| 10 h 28 |                       | Judo Moins de 57 kg                                        | Compétition femmes                            | 16e de finale                       | -                                                                                        | -          |
| 10 h 28 |                       | Judo Moins de 73 kg                                        | Compétition hommes                            | 16e de finale                       | -                                                                                        | -          |
| 10 h 30 |                       | Aviron Deux sans barreur                                   | Compétition femmes                            | Repêchages                          | -                                                                                        | -          |
| 10 h 30 |                       | Hockey sur gazon Tournoi féminin                           | Compétition femmes                            | Tour préliminaire Groupe A          | Japon 0 - 5 Chine                                                                        |            |
| 10 h 40 |                       | Aviron Deux de couple poids léger                          | Compétition hommes                            | Repêchages                          | -                                                                                        | -          |
| 11 h 0  |                       | Aviron Deux de couple poids léger                          | Compétition femmes                            | Repêchages                          | -                                                                                        | -          |
| 11 h 0  |                       | Badminton Simple                                           | -                                             | Tours préliminaires                 | -                                                                                        | -          |
| 11 h 0  |                       | Basket-ball Tournoi féminin                                | Compétition femmes                            | Tour préliminaire Groupe B          | Nigeria 75 - 62 Australie                                                                |            |
| 11 h 0  |                       | Boxe Poids légers (Moins de 60 kg)                         | Compétition femmes                            | 8e de finale                        | -                                                                                        | -          |
| 11 h 0  |                       | Équitation Saut d'obstacles individuel                     | Compétition mixte (hommes et femmes ensemble) | Qualifications                      | -                                                                                        | -          |
| 11 h 0  |                       | Équitation Concours complet par équipes (Saut d'obstacles) | Compétition mixte (hommes et femmes ensemble) | Finale                              | Grande-Bretagne · France · Japon                                                         |            |
| 11 h 0  |                       | Équitation Saut d'obstacles individuel                     | Compétition mixte (hommes et femmes ensemble) | Finale                              | Michael Jung · Christopher Burton · Laura Collett                                        |            |
| 11 h 0  |                       | Handball Tournoi masculin                                  | Compétition hommes                            | Tour préliminaire Groupe A          | Slovénie vs Croatie                                                                      |            |
| 11 h 0  |                       | Natation 400 m 4 nages                                     | Compétition femmes                            | Séries                              | -                                                                                        | -          |
| 11 h 0  |                       | Natation 100 m dos                                         | Compétition femmes                            | Séries                              | -                                                                                        | -          |
| 11 h 0  |                       | Natation 800 m nage libre                                  | Compétition hommes                            | Séries                              | -                                                                                        | -          |
| 11 h 0  |                       | Plongeon Haut-vol à 10 m synchronisé                       | Compétition hommes                            | Finale                              | Lian Junjie / Yang Hao · Tom Daley / Noah Williams · Rylan Wiens / Nathan Zsombor-Murray |            |
| 11 h 20 |                       | Aviron Quatre de couple                                    | Compétition hommes                            | Repêchages                          | -                                                                                        | -          |
| 11 h 30 |                       | Aviron Quatre de couple                                    | Compétition femmes                            | Repêchages                          | -                                                                                        | -          |
| 11 h 40 |                       | Aviron Huit                                                | Compétition hommes                            | Repêchages                          | -                                                                                        | -          |
| 11 h 48 |                       | Boxe Poids légers (Moins de 63,5 kg)                       | Compétition hommes                            | 8e de finale                        | -                                                                                        | -          |
| 12 h 0  |                       | Aviron Huit                                                | Compétition femmes                            | Repêchages                          | -                                                                                        | -          |
| 12 h 0  |                       | Tennis Simple                                              | Compétition hommes                            | 2e tour                             | -                                                                                        | -          |
| 12 h 0  |                       | Tennis Simple                                              | Compétition femmes                            | 2e tour                             | -                                                                                        | -          |
| 12 h 0  |                       | Tennis Double                                              | Compétition hommes                            | 8e de finale                        | -                                                                                        | -          |
| 12 h 0  |                       | Tennis Double                                              | Compétition femmes                            | 8e de finale                        | -                                                                                        | -          |
| 12 h 0  |                       | Tennis Double                                              | Compétition mixte (hommes et femmes ensemble) | 8e de finale                        | -                                                                                        | -          |
| 12 h 0  |                       | Tir Carabine à 10 m air comprimé                           | Compétition hommes                            | Finale                              | Sheng Lihao · Victor Lindgren · Miran Maričić                                            |            |
| 12 h 0  |                       | Voile 49er FX (courses 4, 5 et 6)                          | Compétition femmes                            | Tour de compétition                 | -                                                                                        | -          |
| 12 h 0  |                       | Voile 49er (courses 4, 5 et 6)                             | Compétition hommes                            | Tour de compétition                 | -                                                                                        | -          |
| 12 h 0  |                       | Voile IQFoil (courses 6, 7 et 8)                           | Compétition hommes                            | Tour de compétition                 | -                                                                                        | -          |
| 12 h 0  |                       | Voile IQFoil (courses 6, 7 et 8)                           | Compétition femmes                            | Tour de compétition                 | -                                                                                        | -          |
| 12 h 5  |                       | Escrime Fleuret individuel                                 | Compétition hommes                            | 16e de finale                       | -                                                                                        | -          |
| 12 h 20 |                       | Judo Moins de 57 kg                                        | Compétition femmes                            | 8e de finale                        | -                                                                                        | -          |
| 12 h 20 |                       | Judo Moins de 73 kg                                        | Compétition hommes                            | 8e de finale                        | -                                                                                        | -          |
| 12 h 36 |                       | Boxe Poids lourds (Moins de 92 kg)                         | Compétition hommes                            | 8e de finale                        | -                                                                                        | -          |
| 12 h 45 |                       | Hockey sur gazon Tournoi masculin                          | Compétition hommes                            | Tour préliminaire Groupe B          | Inde vs Argentine                                                                        |            |
| 13 h 0  |                       | Volley-ball Tournoi féminin                                | Compétition femmes                            | Tour préliminaire Groupe B          | Brésil vs Kenya                                                                          |            |
| 13 h 15 |                       | Hockey sur gazon Tournoi féminin                           | Compétition femmes                            | Tour préliminaire Groupe B          | Espagne vs États-Unis                                                                    |            |
| 13 h 16 |                       | Judo Moins de 57 kg                                        | Compétition femmes                            | 1/4 de finale                       | -                                                                                        | -          |
| 13 h 16 |                       | Judo Moins de 73 kg                                        | Compétition hommes                            | 1/4 de finale                       | -                                                                                        | -          |
| 13 h 30 |                       | Basket-ball Tournoi féminin                                | Compétition femmes                            | Tour préliminaire Groupe C          | Allemagne vs Belgique                                                                    |            |
| 14 h 0  |                       | Handball Tournoi masculin                                  | Compétition hommes                            | Tour préliminaire Groupe B          | Égypte vs Danemark                                                                       |            |
| 14 h 0  |                       | Rugby à sept Tournoi féminin                               | Compétition femmes                            | Tour préliminaire Groupe B          | Grande-Bretagne vs Afrique du Sud                                                        |            |
| 14 h 0  |                       | Water-polo Tournoi féminin                                 | Compétition femmes                            | Tour préliminaire Groupe B          | France vs Italie                                                                         |            |
| 14 h 5  |                       | Escrime Sabre individuel                                   | Compétition femmes                            | 8e de finale                        | -                                                                                        | -          |
| 14 h 10 |                       | VTT Cross-country                                          | Compétition hommes                            | Finale                              | Tom Pidcock · Victor Koretzky · Alan Hatherly                                            |            |
| 14 h 15 |                       | Tir à l'arc Par équipes                                    | Compétition hommes                            | 1/4 de finale                       | -                                                                                        | -          |
| 14 h 30 |                       | Rugby à sept Tournoi féminin                               | Compétition femmes                            | Tour préliminaire Groupe B          | Australie vs Irlande                                                                     |            |
| 14 h 55 |                       | Escrime Fleuret individuel                                 | Compétition hommes                            | 8e de finale                        | -                                                                                        | -          |
| 15 h 0  |                       | Rugby à sept Tournoi féminin                               | Compétition femmes                            | Tour préliminaire Groupe C          | Japon vs Brésil                                                                          |            |
| 15 h 30 |                       | Boxe Poids légers (Moins de 60 kg)                         | Compétition femmes                            | 8e de finale                        | -                                                                                        | -          |
| 15 h 30 |                       | Canoë-kayak (slalom) C1                                    | Compétition hommes                            | 1/2 finale                          | -                                                                                        | -          |
| 15 h 30 |                       | Rugby à sept Tournoi féminin                               | Compétition femmes                            | Tour préliminaire Groupe C          | France vs États-Unis                                                                     |            |
| 15 h 35 |                       | Water-polo Tournoi féminin                                 | Compétition femmes                            | Tour préliminaire Groupe B          | États-Unis vs Espagne                                                                    |            |
| 15 h 47 |                       | Tir à l'arc Par équipes                                    | Compétition hommes                            | 1/2 de finale                       | -                                                                                        | -          |
| 15 h 55 |                       | Escrime Sabre individuel                                   | Compétition femmes                            | 1/4 de finale                       | -                                                                                        | -          |
| 16 h 0  |                       | Handball Tournoi masculin                                  | Compétition hommes                            | Tour préliminaire Groupe A          | Suède vs Espagne                                                                         |            |
| 16 h 0  |                       | Judo Moins de 57 kg                                        | Compétition femmes                            | Repêchages                          | -                                                                                        | -          |
| 16 h 0  |                       | Rugby à sept Tournoi féminin                               | Compétition femmes                            | Tour préliminaire Groupe A          | Canada vs Chine                                                                          |            |
| 16 h 2  |                       | Boxe Poids légers (Moins de 63,5 kg)                       | Compétition hommes                            | 8e de finale                        | -                                                                                        | -          |
| 16 h 17 |                       | Judo Moins de 57 kg                                        | Compétition femmes                            | 1/2 finale                          | -                                                                                        | -          |
| 16 h 20 |                       | Escrime Fleuret individuel                                 | Compétition hommes                            | 1/4 de finale                       | -                                                                                        | -          |
| 16 h 30 |                       | Rugby à sept Tournoi féminin                               | Compétition femmes                            | Tour préliminaire Groupe A          | Nouvelle-Zélande vs Fidji                                                                |            |
| 16 h 34 |                       | Judo Moins de 73 kg                                        | Compétition hommes                            | Repêchages                          | -                                                                                        | -          |
| 16 h 48 |                       | Tir à l'arc Par équipes                                    | Compétition hommes                            | Finale                              | Corée du Sud · France · Turquie                                                          |            |
| 16 h 50 |                       | Boxe Poids lourds (Moins de 92 kg)                         | Compétition hommes                            | 8e de finale                        | -                                                                                        | -          |
| 16 h 51 |                       | Judo Moins de 73 kg                                        | Compétition hommes                            | 1/2 finale                          | -                                                                                        | -          |
| 17 h 0  |                       | Hockey sur gazon Tournoi féminin                           | Compétition femmes                            | Tour préliminaire Groupe B          | Grande-Bretagne vs Australie                                                             |            |
| 17 h 0  |                       | Tennis de table Double                                     | Compétition mixte (hommes et femmes ensemble) | 1/2 finale                          | -                                                                                        | -          |
| 17 h 0  |                       | Volley-ball Tournoi féminin                                | Compétition femmes                            | Tour préliminaire Groupe A          | États-Unis vs Chine                                                                      |            |
| 17 h 15 |                       | Basket-ball Tournoi féminin                                | Compétition femmes                            | Tour préliminaire Groupe B          | Canada vs France                                                                         |            |
| 17 h 18 |                       | Judo Moins de 57 kg                                        | Compétition femmes                            | Finale                              | Christa Deguchi · Huh Mi-mi · Haruka Funakubo / Sarah-Léonie Cysique                     |            |
| 17 h 20 |                       | Canoë-kayak (slalom) C1                                    | Compétition hommes                            | Finale                              | Nicolas Gestin · Adam Burgess · Matej Beňuš                                              |            |
| 17 h 30 |                       | Gymnastique artistique Concours général par équipes        | Compétition hommes                            | Finale                              | Japon · Chine · États-Unis                                                               |            |
| 17 h 30 |                       | Hockey sur gazon Tournoi féminin                           | Compétition femmes                            | Tour préliminaire Groupe B          | Afrique du Sud vs Argentine                                                              |            |
| 17 h 49 |                       | Judo Moins de 73 kg                                        | Compétition hommes                            | Finale                              | Hidayət Heydərov · Joan-Benjamin Gaba · Adil Osmanov / Soichi Hashimoto                  |            |
| 18 h 30 |                       | Water-polo Tournoi féminin                                 | Compétition femmes                            | Tour préliminaire Groupe A          | Chine vs Pays-Bas                                                                        |            |
| 19 h 0  |                       | Escrime Sabre individuel                                   | Compétition femmes                            | 1/2 finale                          | -                                                                                        | -          |
| 19 h 0  |                       | Handball Tournoi masculin                                  | Compétition hommes                            | Tour préliminaire Groupe B          | France vs Norvège                                                                        |            |
| 19 h 0  |                       | Surf Shortboard                                            | Compétition hommes                            | 3e tour                             | -                                                                                        | -          |
| 19 h 45 |                       | Hockey sur gazon Tournoi féminin                           | Compétition femmes                            | Tour préliminaire Groupe A          | Allemagne vs Pays-Bas                                                                    |            |
| 19 h 50 |                       | Escrime Fleuret individuel                                 | Compétition hommes                            | 1/2 finale                          | -                                                                                        | -          |
| 20 h 0  |                       | Boxe Poids légers (Moins de 60 kg)                         | Compétition femmes                            | 8e de finale                        | -                                                                                        | -          |
| 20 h 0  |                       | Rugby à sept Tournoi féminin                               | Compétition femmes                            | Match de classement 1/2 finale 9-12 | vs                                                                                       |            |
| 20 h 0  |                       | Tennis de table Simple                                     | Compétition hommes                            | 32e de finale                       | -                                                                                        | -          |
| 20 h 0  |                       | Tennis de table Simple                                     | Compétition femmes                            | 32e de finale                       | -                                                                                        | -          |
| 20 h 5  |                       | Water-polo Tournoi féminin                                 | Compétition femmes                            | Tour préliminaire Groupe A          | Hongrie vs Canada                                                                        |            |
| 20 h 15 |                       | Hockey sur gazon Tournoi féminin                           | Compétition femmes                            | Tour préliminaire Groupe A          | France vs Belgique                                                                       |            |
| 20 h 30 |                       | Natation 400 m 4 nages                                     | Compétition femmes                            | Finale                              | Summer McIntosh · Katie Grimes · Emma Weyant                                             |            |
| 20 h 30 |                       | Rugby à sept Tournoi féminin                               | Compétition femmes                            | Match de classement 1/2 finale 9-12 | vs                                                                                       |            |
| 20 h 43 |                       | Natation 200 m nage libre                                  | Compétition hommes                            | Finale                              | David Popovici · Matthew Richards · Luke Hobson                                          |            |
| 20 h 48 |                       | Boxe Poids légers (Moins de 63,5 kg)                       | Compétition hommes                            | 8e de finale                        | -                                                                                        | -          |
| 20 h 50 |                       | Escrime Sabre individuel                                   | Compétition femmes                            | Finale                              | Manon Apithy-Brunet · Sara Balzer · Olha Kharlan                                         |            |
| 21 h 0  |                       | Basket-ball Tournoi féminin                                | Compétition femmes                            | Tour préliminaire Groupe C          | États-Unis vs Japon                                                                      |            |
| 21 h 0  |                       | Handball Tournoi masculin                                  | Compétition hommes                            | Tour préliminaire Groupe B          | Argentine vs Hongrie                                                                     |            |
| 21 h 0  |                       | Natation 100 m dos                                         | Compétition femmes                            | 1/2 finale                          | -                                                                                        | -          |
| 21 h 0  |                       | Rugby à sept Tournoi féminin                               | Compétition femmes                            | 1/4 de finale                       | vs                                                                                       |            |
| 21 h 0  |                       | Volley-ball Tournoi féminin                                | Compétition femmes                            | Tour préliminaire Groupe A          | France 0 - 3 Serbie                                                                      |            |
| 21 h 15 |                       | Escrime Fleuret individuel                                 | Compétition hommes                            | Finale                              | Cheung Ka Long · Filippo Macchi · Nick Itkin                                             |            |
| 21 h 20 |                       | Boxe Poids lourds (Moins de 92 kg)                         | Compétition hommes                            | 8e de finale                        | -                                                                                        | -          |
| 21 h 22 |                       | Natation 100 m dos                                         | Compétition hommes                            | Finale                              | Thomas Ceccon · Xu Jiayu · Ryan Murphy                                                   |            |
| 21 h 30 |                       | Rugby à sept Tournoi féminin                               | Compétition femmes                            | 1/4 de finale                       | vs                                                                                       |            |
| 21 h 32 |                       | Natation 100 m brasse                                      | Compétition femmes                            | Finale                              | Tatjana Smith · Tang Qianting · Mona McSharry                                            |            |
| 21 h 48 |                       | Natation 200 m nage libre                                  | Compétition femmes                            | Finale                              | Mollie O'Callaghan · Ariarne Titmus · Siobhán Haughey                                    |            |
| 22 h 0  |                       | Rugby à sept Tournoi féminin                               | Compétition femmes                            | 1/4 de finale                       | France 14-19 Canada                                                                      |            |
| 22 h 30 |                       | Rugby à sept Tournoi féminin                               | Compétition femmes                            | 1/4 de finale                       | vs                                                                                       |            |
| 23 h 48 |                       | Surf Shortboard                                            | Compétition femmes                            | 3e tour                             | -                                                                                        | -          |

## Tableaux des médailles
- Pays organisateur (France)

| Rang  | Nation          | Or | Argent | Bronze | Total |
| ----- | --------------- | -- | ------ | ------ | ----- |
| 1     | France          | 2  | 5      | 1      | 8     |
| 2     | Chine           | 2  | 4      | 0      | 6     |
| 3     | Grande-Bretagne | 2  | 3      | 1      | 6     |
| 4     | Corée du Sud    | 2  | 1      | 0      | 3     |
| 5     | Canada          | 2  | 0      | 1      | 3     |
| 6     | Australie       | 1  | 2      | 0      | 3     |
| 7     | Italie          | 1  | 1      | 0      | 2     |
| 8     | Japon           | 1  | 0      | 3      | 4     |
| 9     | Hong Kong       | 1  | 0      | 1      | 2     |
| 10    | Afrique du Sud  | 1  | 0      | 0      | 1     |
| 10    | Allemagne       | 1  | 0      | 0      | 1     |
| 10    | Azerbaïdjan     | 1  | 0      | 0      | 1     |
| 10    | Roumanie        | 1  | 0      | 0      | 1     |
| 14    | États-Unis      | 0  | 1      | 5      | 6     |
| 15    | Suède           | 0  | 1      | 0      | 1     |
| 16    | Afrique du Sud  | 0  | 0      | 1      | 1     |
| 16    | Croatie         | 0  | 0      | 1      | 1     |
| 16    | Irlande         | 0  | 0      | 1      | 1     |
| 16    | Moldavie        | 0  | 0      | 1      | 1     |
| 16    | Slovaquie       | 0  | 0      | 1      | 1     |
| 16    | Suisse          | 0  | 0      | 1      | 1     |
| 16    | Turquie         | 0  | 0      | 1      | 1     |
| 16    | Ukraine         | 0  | 0      | 1      | 1     |
| Total | Total           | 18 | 18     | 20     | 56    |

| Rang  | Nation       | Or | Argent | Bronze | Total |
| ----- | ------------ | -- | ------ | ------ | ----- |
| 1     | Japon        | 6  | 2      | 4      | 12    |
| 2     | France       | 5  | 8      | 3      | 16    |
| 3     | Chine        | 5  | 5      | 2      | 12    |
| 4     | Australie    | 5  | 4      | 0      | 9     |
| 5     | Corée du Sud | 5  | 3      | 1      | 9     |
| Total | Total        | 45 | 46     | 50     | 141   |